# Scytodes zamorano
Scytodes zamorano är en spindelart som beskrevs av Antonio D. Brescovit och Cristina A. Rheims 200. Scytodes zamorano ingår i släktet Scytodes och familjen spottspindlar.
Artens utbredningsområde är Honduras. Inga underarter finns listade i Catalogue of Life.